# 卷缘桩菇

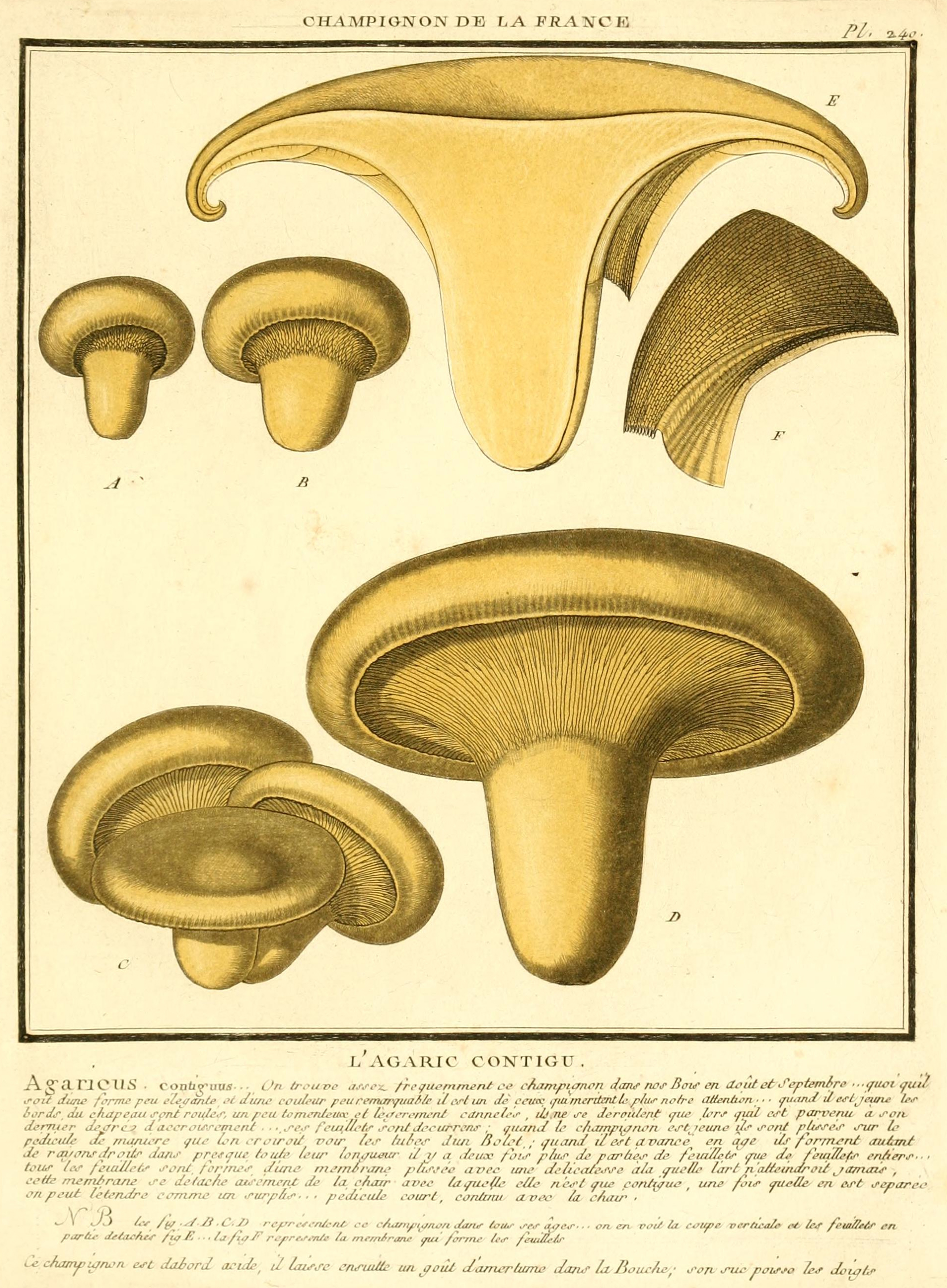
皮埃尔·比利亚尔於1785年繪製的卷缘桩菇

卷缘桩菇（學名：Paxillus involutus）又稱卷边网褶菌或卷边桩菇，最早於1785年由皮埃尔·比利亚尔描述發表，當時被歸在傘菌屬，但翌年由奥古斯特·巴奇發表的學名Agaricus involutus才被視作有效描述；1838年埃利亚斯·芒努斯·弗里斯定立新屬樁菇屬，並將本種作為模式種。本種外型如棕色、木質的陀螺，子實體可高約6公分，蕈傘直徑為4—12公分，邊緣向下卷曲；菌髓黃色且多汁，並具特殊氣味；孢子印為棕色，擔孢子呈橢球形，長7.5—9微米，寬5—6微米。許多乳菇屬物種、黑毛樁菇與耳狀網褶菌等蕈類的外形皆與本種相似，另外同屬物種Paxillus obscurisporus為自本種分出，其子實體較本種為大。
卷缘桩菇可與許多針葉樹或落葉樹形成外菌根，常在外菌根相關研究中被用作模式生物，其基因組已被完整定序。有研究顯示本種與樹木共生時可增加樹木根部對土壤真菌鐮刀菌感染的抗性，並抑制植株吸收土壤中的有害重金屬。本種為北半球溫帶地區常見的蕈類，分布範圍包括歐洲、亞洲與北美洲，在印度、伊朗、中國、日本也有分布，最北可至阿拉斯加與格陵蘭，並已作為外來種被引入澳洲、紐西蘭與南美洲的智利。二戰以前卷缘桩菇在中歐與東歐都被認為在烹煮過可食，僅知生食後可能引起腸胃症狀，但1944年德國真菌學家尤利烏斯·舍費爾食用此菌後中毒身亡，後來研究發現卷缘桩菇的一個抗原可激活自體免疫反應，使人體的免疫系統攻擊自身的紅血球，以致自體免疫性溶血，多發生在長期食用此菌者。1990年代起本種逐漸被列為不可食用的蕈類，但東歐每年仍每年有人食用此菌後中毒而死。